# Rock the Kasbah
Rock the Kasbah is een Amerikaanse komische film uit 2015 onder regie van Barry Levinson. De film ging in première op 22 oktober op het Film Fest Gent.

## Verhaal
Richie Lanz (Bill Murray) is een uitgebluste muziekmanager. Zijn enige klant is een rockzangeresje met wie hij naar Afghanistan vliegt waar ze moet optreden voor de Amerikaanse soldaten. Het wordt nog erger wanneer deze spoorloos verdwijnt samen met zijn paspoort en portefeuille. Terwijl hij vastzit in Afghanistan ontmoet hij Salima, een vrouw met een prachtige stem, voor wie het echter verboden is te zingen. Hij wordt haar manager en schrijft haar in bij de zangwedstrijd Afghan Star, een plaatselijke versie van American Idol.

## Rolverdeling
| Acteur          | Personage    |
| --------------- | ------------ |
| Bill Murray     | Richie Lanz  |
| Bruce Willis    | Huurling     |
| Kate Hudson     | Prostituee   |
| Zooey Deschanel | Rockzangeres |
| Danny McBride   |              |
| Scott Caan      |              |
| Kelly Lynch     | Sylvia       |
| Beejan Land     | Daoud Sididi |
| Leem Lubany     | Salima       |
| Taylor Kinney   | Acteur       |
| Fahim Fazli     | Tariq Khan   |
| Arian Moayed    | Riza         |